# Апокаліпсис (фільм, 1997)
«Апокаліпсис» (англ. The Apocalypse) — американський фантастичний бойовик 1997 року.

## Сюжет
Кінець четвертого тисячоліття. Відкрито нові галактики і освоєні найвіддаленіші куточки Всесвіту. Рятувальна експедиція вирушає на пошуки космічної транспортної станції, яка зазнала кораблетрощі і має на своєму облавку вантаж солярію — речовини, що володіє величезною руйнівною силою. Банда терористів вдирається на корабель і захоплює транспортну станцію, безжально знищуючи членів екіпажу. І коли ретельно продумана операція видається здійсненою, і смертельний вантаж тепер у їхніх руках, напасники стикаються з непереборною перешкодою. Бортовий комп'ютер захопленого ними судна, наділений кодом, якому не можна підібрати ключ. Управління кораблем унеможливлене, тож він просто приречений на знищення, а разом із ним — і все живе на Землі.

## У ролях
- Сандра Бернхард — Джей Ті Вейн
- Кемерон Дай — Леннон
- Френк Загаріно — Вендлер
- Мішель Енн Джонсон — Міша
- Лі Аренберг — Ноель
- Мерл Кеннеді — Майлей
- Тедді Лейн мол. — Регбі
- Метт МакКой — Суарес
- Лора Сан Джакомо — Гоад
- Спенсер Ґаррет — Чарлі
- Брендон Гупер — Мейсон
- Дуейн Макопсон — Вілліс
- Крейг Стронґ — Фіггіс
- Норм Скеґґз — капітан контрабандистів
- Керол Барбі — лейтенант Робінг
- Седена М. Конлі — програміст
- Доріан Ґреґорі — лейтенант
- Джералд Гендерсон — Бен
- Ред Хортон — Танк
- Карлос Лакамара — капітан Брайант
- Джім Стейплс — людина в барі